# پاپیولر بنک
پاپیولر بنک (انگلیسی: Popular, Inc.) شرکت خدمات مالی و بانکداری آمریکایی است، که در سال ۱۸۹۳ تأسیس شد.